# Giulio Genoino (poète)
Giulio Genoino, né à Frattamaggiore le 13 mai 1773 et mort à Naples le 7 avril 1856, est un poète et librettiste italien.

## Biographie
Giulio Genoino est un patriote jacobin et écrit notamment une ode à Joachim Murat en 1812.
Il est l'auteur de nombreuses chansons, en italien et en napolitain. Ces dernières ont fait le tour du monde et sont chantées par les chanteurs napolitains et étrangers les plus célèbres, faisant partie de leur répertoire. La plus célèbre est Fenesta ca lucive. De plus, il transcrit Fenesta vascia, un chant anonyme du XVIe siècle. Il écrit de nombreux livrets d'opéra, dont La lettera anonima pour Gaetano Donizetti.
On lui attribue les vers de la Romanza de Vincenzo Bellini Dolente immagine.